# Chiara di Rosemberg
Chiara di Rosemberg es una ópera en tres actos del compositor italiano Luigi Ricci, con libreto en italiano de Gaetano Rossi, basado en “Le Siège de La Rochelle” de Stéphanie Félicité de Genlis. Fue estrenada en el Teatro de La Scala de Milán el 11 de octubre de 1831..

## Historia
“Chiara di Rosemberg” es la segunda ópera semiseria e Luigi Ricci en alcanzar el éxito (tras “L’orfana di Ginevra”, estrenada en Roma en 1829), después de haber destacado en el campo de la ópera bufa.
La ópera fue un enorme éxito en su estreno, y se representó en la Scala de Milán 70 veces entre 1831 y 1838, más que “Norma” de Bellini, estrenada el mismo año. En 1835 se representó en la misma Scala con el títulode “Chiara di Montalbano in Francia”. Durante los siguientes 20 años se representó con frecuencia en numerosas ciudades de Italia, estrenándose en Turín, Venecia y Florencia en 1832, Génova, Nápoles y Roma en 1834 y Trieste en 1834. Fuera de Italia, la ópera se representa en 1832 en Madrid y en Barcelona (representándose en el Liceu en la temporada 1848/49), París en 1833, Lisboa, Dubrovnik y Corfú en 1834, La Habana y Viena en 1836, Londres y Ciudad de México en 1837, Atenas en 1840, Alejandría en 1842, Estambul y Berlín en 1843, Nueva York en 1844, Estocolmo en 1849, Varsovia en 1851 y Buenos Aires en 1853. Una de las últimas representaciones de la ópera tuvo lugar en Venecia en 1878.
La ópera no ha sido recuperada en época moderna.

## Personajes
| Personaje                                                                | Voz          | Elenco del estreno Director de orquesta: Alessandro Rolla |
| ------------------------------------------------------------------------ | ------------ | --------------------------------------------------------- |
| Eufemia (Princesa)                                                       | mezzosoprano | Marietta Sacchi                                           |
| Conte di Rosemberg (su esposo)                                           | bajo         | Domenico Spiaggi                                          |
| Chiara (hija de ambos)                                                   | soprano      | Giuditta Grisi                                            |
| Marchese di Valmore                                                      | tenor        | Berardo Calvari Winter                                    |
| Montalbano (presunto padre de Chiara)                                    | bajo         | Cesare Badiali                                            |
| Michelotto (siriviente del Conde)                                        | bajo         | Vincenzo Galli                                            |
| Marcella (su esposa, granjera)                                           | mezzosoprano | Carolina Macchi                                           |
| Caballeros, damas, vasallos, ciudadanos, sirvientes, aldeanos y aldeanas |              |                                                           |

## Argumento
La acción tiene lugar en un principado del Rin.
Acto I
Patio de la fábrica
Los habitantes de las casas de alrededor acuden a celebrar el retorno del Conde de Rosemberg después de años de ausencia. Regresa también Michelozzo, que se pone a relatar sus aventuras por infinidad de países, destacando en especial las virtudes de Milán. Se esposa Marcella se pone celosa al oírle elogiar a las mujeres milanesas, y le pregunta por el Conde; Michelozzo contesta que se queda en el castillo, ya que al oír una historia que le ha contado, su mujer se ha sentido muy triste. La historia tiene que ver con Chiara de Montalbano, quien, casada con el Marchese de Valmore, mató al hijo de éste por la herencia. Marcella defiende a la mujer y la llama Olimpia; dice que es una mujer llegada de París a la que la condesa ha cogido un gran cariño. Llega entonces Eufemia, ayudada por Chiara/Olimpia, siendo ambas aclamadas por el pueblo; Eufemia los invita a todos a la fiesta que se va a celebrar en el castillo. Una vez a solas las dos mujeres, Eufemia revela que tuvo una hija de la misma edad que Chiara/Olimpia, a la que perdió cuando huyó de la casa de su padre que la quería casar con un hombre al que no amaba, siendo salvada por el conde de Rosenberg. Ahora quiere presentarla a Rosenberg, y le pide a Marcella que la conduzca al castillo más tarde, antes de marcharse ella. Chiara y Marcella entran en la casa, pero son vistas por Montalbano, que reconoce a su hija y le preocupa que hable y lo delate, ya que él fue el asesino del hijo de Valmore. Cuando Chara sale, se presenta ante ella y la quiere obligar a seguirlo, pero ella lo rechaza, ya que ha sido él quien ha destruido toda su felicidad. Consigue zafarse de él, pero Montalbano promete venganza.
Galería en el castillo
Rosenberg se reencuentra con su esposa, que ha preparado una fiesta. El conde se muestra complacido, ya que será una buena forma de acoger al embajador, el vizconde de Valmore; Eufemia reconoce en él al pobre padre cuyo hijo fue asesinado. Una vez la mujer parte, Rosemberg se encuentra con Montalbano, quien le revela que su hija está en el pueblo, oculta con el nombre de Olimpia, y que se niega a acompañarlo. Rosenberg, temeroso de que Valmore la pueda encontrar, le pide que se la lleve. Cuando llega Michelozzo, le pide que se ponga a las órdenes de Montalban y que esa misma noche tenga listo un coche para llevarlos a él y a otra persona de la que no revela la identidad. Aunque Michelozzo no se fía del aspecto de Montalbano, promete servirle. Rosemberg y Montalbano planean que, en medio del tumulto de la fiesta, Montalbano secuestre a Chiara y se la lleve. Cuando todos se van llega Marcella, que quería presentar a Olimpia al conde.
Sala en el castillo
El pueblo aclama a Valmore. Llega entonces Marcella, apresurada, contando que hombres a caballo han raptado a Olimpia, y que Michelozzo conducía uno de los carros. Rosenberg queda satisfecho de que su plan haya salido bien, pero Eufemia se da cuenta de lo sucedido. Llega entonces Michelozzo, y ante la furia de Marcella y de Eufemia, revela que ha traído de vuelta a Olimpia. Rosemberg se enfurece porque ha desobedecido sus órdenes, pero él cuenta que oyó gritar a una mujer y que vio que Montalbano la agarraba de la garganta mientras le apuntaba a él con una pistola, y que creyó que Rosenberg no podía estar de acuerdo con semejante maldad, así que la salvó. Rosemberg se calla porque sabe que está metido en un buen lío. Llega entonces Chiara, que es reconocida por Valmore; ella trata de defenderse, pero el marqués se lo impide. Montalbano quiere llevársela de nuevo, y la abraza llamándola “hija”, pero Michelozzo sospecha que él no es de verdad su padre. Chiara proclama de nuevo su inocencia.
Acto II
Galería en el castillo
Los caballeros y las damas esperan noticias de lo que ha sucedido. Michelozzo ve a través del agujero de la cerradura de la puerta cerrada que Ciara está tendida en la cama, atendida por un médico. Eufemia sale preocupada por la salud de Chiara, pero poco después Marcella dice que se ha dormido y que el doctor ya no teme por su vida. Rosemberg sigue todavía creyendo que Chiara es la asesina, pero Michelozzo entonces le dice que el asesino en realidad es su padre, Montalbano, y a Rosenberg se le abren los ojos. Llega entonces Valmore, apesadumbrado pensando que su esposa está muriendo. Quiere partir de inmediato para huir del dolor que sufre, y Rosemberg parece animarlo a hacerlo, pero Eufemia consigue retenerlo hasta el día siguiente.
Zona remota y sombría del parque del castillo
Chiara planea quitarse la vida para acabar con su sufrimiento. Aparece entonces Valmore, que de nuevo le acusa de asesinar a su hijo; ella le insta a que la mate, y le entrega el puñal con el que mataron a su hijo. Ella de nuevo dice que es inocente, pero cuando Valmore le pide que revele quién fue entonces el asesino, ella responde que está obligada a callar.
Galería en el castillo
Michelozzo, solo, cuenta que Marcella le ha contado lo que sucedió en realidad: Chiara, al ver acercarse una sombra a la habitación de su hijo, se escondió tras una cortina, y vio a su padre apuñalar al niño. Ella se desmayó, y al llegar la gobernanta, la encontró cubierta de sangre y con el puñal junto a ella, por lo que la acusaron de asesinato. Llega Montalbano preguntando por su hija; Michelozzo le dice que está mal y se da cuenta de la alegría de él, ya que piensa que si ella muere su secreto permanecerá oculto por siempre. Michelozzo lo insulta y le revela que Chiara le ha contado lo sucedido a Marcella, aunque le dice que no ha revelado el nombre del asesino. Montalbano rechaza la inocencia de su hijo y amenaza con un puñal a Michelozzo si dice algo que pueda perjudicarlo, pero Michelozzo lo amenaza entonces con una pistola, y Montalbano sale huyendo.
Gran atrio del castillo
Chiara ha contado la historia de lo sucedido, pero se niega a revelar el nombre del asesino, pese a la insistencia de Valmore, Eufemia y Rosemberg. Michelozzo entonces acusa a Montalbano; Chiara lo defiende, pero Rosemberg entonces revela la verdad: Rosemberg es en realidad el padre de Chiara, que le encargó su cuidado a Montalbano. Al saber que es en realidad hija de Rosemberg y Eufemia, Chiara acusa a Montalbano, que es de inmediato detenido, y se abraza con sus padres y su esposo Valmore.

## Discografía
No existe por el momento ninguna grabación de la ópera.